# Blind Before I Stop
Blind Before I Stop – album Meat Loafa wyprodukowany w 1986 roku w Niemczech przez Franka Fariana.
Zgodnie z biografią Meat Loafa (To Hell and Back) chciał on poczekać na materiał od Jima Steinmana, ale zobowiązania kontraktowe z wytwórnią Arista Records zmuszały go do szybszej pracy i wydania dwóch albumów przed końcem lat 80. (w tym albumu koncertowego).
Podczas koncertu w Londynie doszło do incydentu z Johnem Parrem. Meat Loaf, który miał w zwyczaju przedstawiać skład pod koniec koncertu, nie przedstawił wcześniej Parra (tuż po piosence na początku występu), a ten oburzony zszedł ze sceny. Pomimo wielokrotnych prób porozumienia się z Parrem, nie powrócił on na koncerty Meata.

## Lista piosenek
1. Execution Day (Meat Loaf, Dick Wagner) – 6:32
2. Rock And Roll Mercenaries (Michael Dan Ehmig, Alan Hodge) – 5:00 – duet z Johnem Parrem
3. Getting Away With Murder (Terry Britten, Sue Shifrin) – 3:52
4. One More Kiss (Night Of The Soft Parade) (John Golden, Meat Loaf) – 5:40
5. Blind Before I Stop (Paul Christie, John Golden, Meat Loaf) – 3:33
6. Burning Down (Billy Rankin) – 4:59
7. Standing On The Outside (John Lang, Richard Page, Steve George) – 3:59
8. Masculine (Rick Derringer) – 4:23
9. A Man And A Woman (Jerry Riopelle, John Harris) – 4:11 – duet z Amy Goff
10. Special Girl (Eddie Schwartz, Dave Tyson) – 3:56
11. Rock And Roll Hero (John Wilcox) – 4:30

## Osoby
- Meat Loaf — Główny wokal
- Harry Baierl – Fortepian, Keyboard
- Mats Björklynd – Gitara, Gitara basowa, Keyboard, Perkusja
- Johan Daansen – Gitara
- Peter Weihe – Gitara
- Dieter Petereit – Gitara
- John Golden – Gitara basowa
- Pit Löw – Keyboard
- Mel Collins – Saksofon
- Curt Cress – Perkusja
- Amy Goff – Główny wokal kobiecy w piosence A Man And A Woman, Chórek
- John Parr – Drugi główny wokal w piosence Rock And Roll Mercenaries
- Elaine Goff – Chórek
- Frank Farian – Chórek
- Peter Bischof – Chórek
- Bert Gebhard – Chórek
- Bimey Oberreit – Chórek